# Phrynium

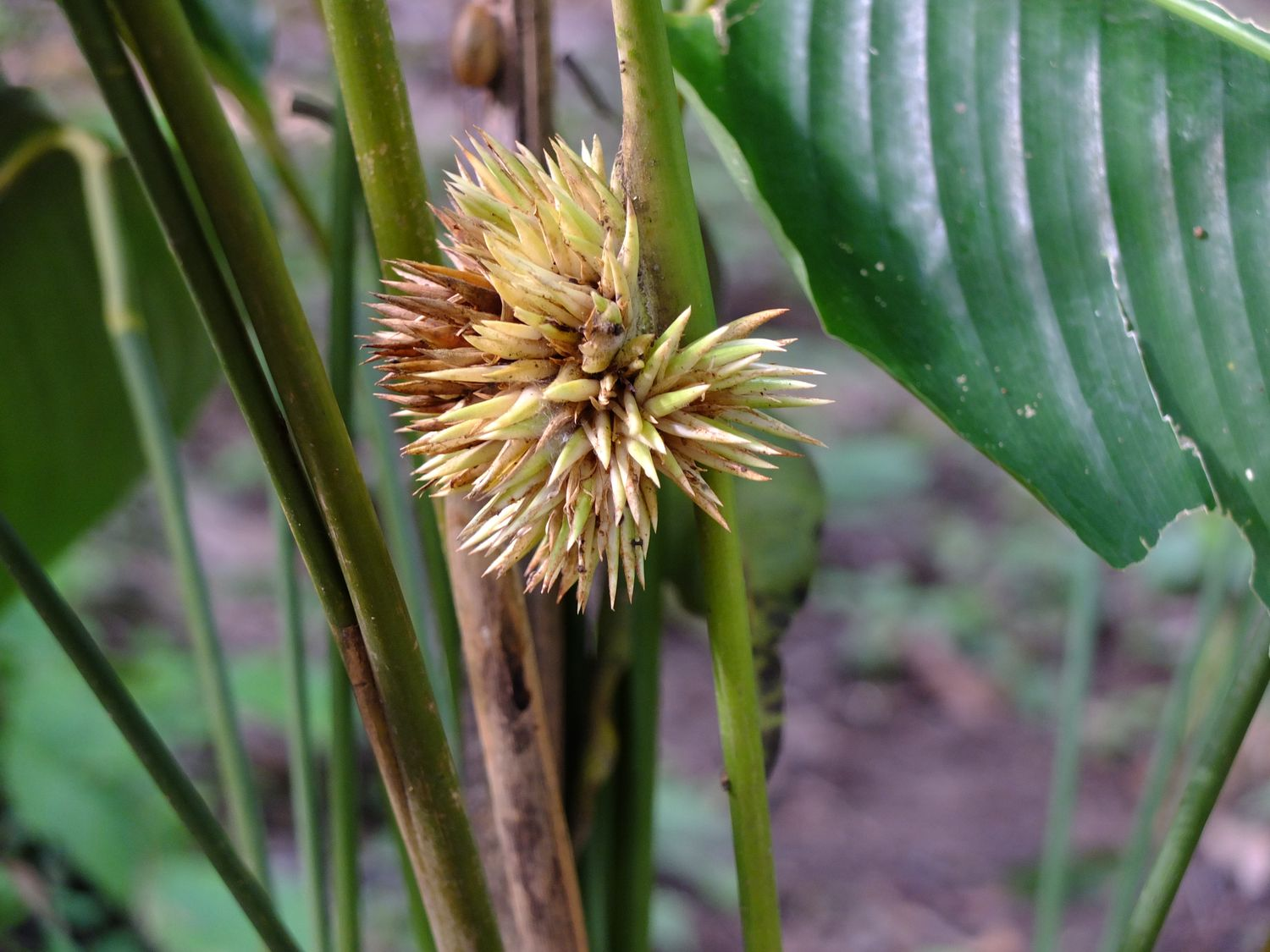
Kwiatostan Phrynium pubinerve

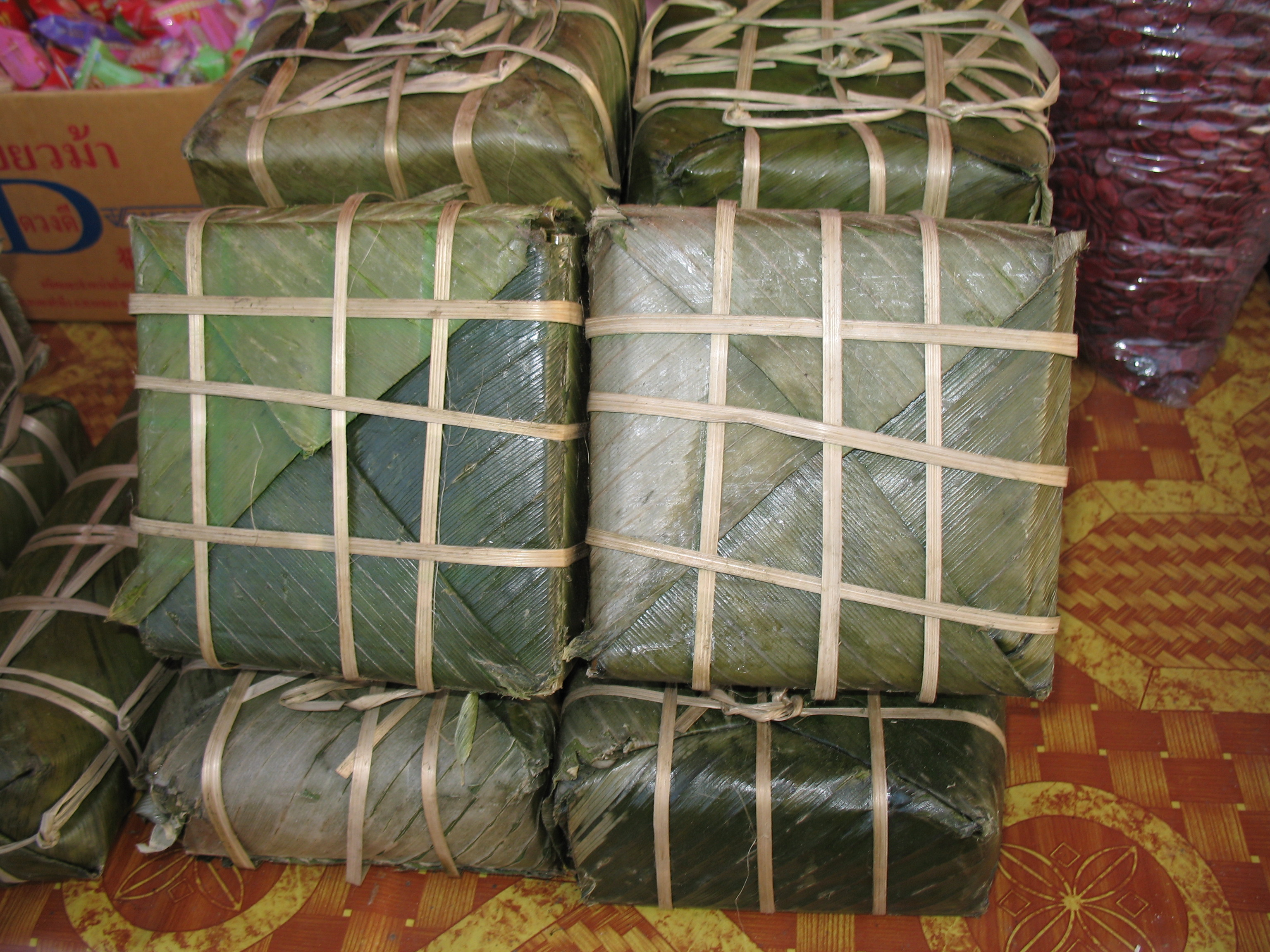
Ciastka zawinięte w liście Phrynium pubinerve

Phrynium Willd. − rodzaj roślin wodnych z rodziny marantowatych. Należy do niego 38 gatunków występujących w Azji na obszarze od Indii i południowych Chin przez Azję Południowo-Wschodnią do Nowej Gwinei. 

## Morfologia
PokrójWieloletnie rośliny zielne o wysokości do 2 metrów.
PędyPełzające kłącze.
LiścieRoślina wypuszcza jeden lub więcej liści odziomkowych oraz rzadko jeden liść łodygowy. Ogonki i pochwy liściowe długie.
KwiatyKwiaty rosną w parach w zredukowanych kłosach (wierzchotkach), zebranych w zwykle zwarte i silnie rozgałęzione, główkowate kwiatostany, które wyrastają odziomkowo lub powyżej wydłużonego międzywęźla pędu kwiatostanowego i wsparte są liściem łodygowym lub zredukowaną pochwą. Od dwóch do wielu par kwiatów wspartych jest spiralnie wyrastającymi podsadkami. Często z kątów najniżej położonych podsadek wyrastają dodatkowe kłosy, również wsparte podsadkami, a z kątów tych podsadek również mogą wyrosnąć kwiaty. Listki zewnętrznego okółka okwiatu są błoniaste i zwykle dłuższe od listków wewnętrznego okółka, które zrośnięte są w rurkę. Łatki podługowate, niemal równej wielkości. Zewnętrzne dwa prątniczki odwrotnie jajowate, zrośnięte w rurkę dłuższą od rurki okwiatu. Guzowaty prątniczek bez wierzchołka przypominającego listek okwiatu. Jeden pręcik z pojedynczym pylnikiem. Zalążnia trójkomorowa. Szyjka słupka po dotknięciu zakrzywiająca się. Znamię słupka powiększone, tępe.
OwoceKulistawe do elipsoidalnych, pękające torebki, o twardej owocni, zawierające od jednego do trzech nasion.

## Systematyka
Pozycja systematycznaRodzaj z rodziny marantowatych (Marantaceae) z rzędu imbirowców (Zingiberales). W systemie Takhtajana z 1997 roku zaliczany do plemienia Phrynieae w rodzinie marantowatych, zaliczanej do rzędu Cannales.
Wykaz gatunków
- Phrynium aurantium (Clausager & Borchs.) Suksathan & Borchs.
- Phrynium bracteosum (Warb. ex K.Schum.) Suksathan & Borchs.
- Phrynium fasciculatum (C.Presl) Horan.
- Phrynium fissifolium Ridl.
- Phrynium giganteum Scheff.
- Phrynium gracile K.Schum.
- Phrynium grandibracteatum Clausager & Borchs.
- Phrynium hainanense T.L.Wu & S.J.Chen
- Phrynium hirtum Ridl.
- Phrynium houtteanum K.Koch
- Phrynium imbricatum Roxb.
- Phrynium interruptum (K.Schum.) Suksathan & Borchs.
- Phrynium kaniense Loes. & G.M.Schulze
- Phrynium laxum (Clausager & Borchs.) Suksathan & Borchs.
- Phrynium longispicum (K.Schum.) Suksathan & Borchs.
- Phrynium macrocephalum K.Schum.
- Phrynium magnificum Suksathan & Borchs.
- Phrynium maximum Blume
- Phrynium minor (Valeton) Suksathan & Borchs.
- Phrynium minutiflorum Suksathan & Borchs.
- Phrynium nicobaricum Didr.
- Phrynium obscurum Teijsm. & Binn.
- Phrynium parvum (Ridl.) Holttum
- Phrynium pedunculatum Warb. ex K.Schum. & Lauterb.
- Phrynium pedunculiferum D.Fang
- Phrynium pubinerve Blume
- Phrynium robinsonii (Valeton) Suksathan & Borchs.
- Phrynium rubrum (Valeton) Suksathan & Borchs.
- Phrynium sapiense (Clausager, Mood & Borchs.) Suksathan & Borchs.
- Phrynium schlechteri Loes. & G.M.Schulze
- Phrynium simplex (Elmer) Suksathan & Borchs.
- Phrynium stenophyllum Clausager & Borchs.
- Phrynium tonkinense Gagnep.
- Phrynium tristachyum Ridl.
- Phrynium venustum I.M.Turner
- Phrynium villosulum Miq.
- Phrynium whitei (Ridl.) Suksathan & Borchs.
- Phrynium yunnanense Y.S.Ye & L.Fu

## Nazewnictwo
Etymologia nazwy naukowejNazwa naukowa rodzaju pochodzi od greckiego słowa φρύνος (frinos) oznaczającego ropuchę i odnosi się do bagnistych siedlisk tych roślin.
Nazwy zwyczajowe w języku polskimW wydanym w 1848 roku „Ukazicielu polskich nazwisk na rodzaje królestwa roślinnego” autorstwa Antoniego Wagi ujęta jest polska nazwa rodzaju Phrynium: sitrza. Taką samą nazwę podał Erazm Majewski w wydanym w 1894 roku „Słowniku nazwisk zoologicznych i botanicznych polskich” oraz Józef Rostafiński w wydanym w 1900 roku „Słowniku polskich imion rodzajów oraz wyższych skupień roślin”, podając dodatkowo nazwę fryna. W pracach bardziej współczesnych, takich jak „Słownik nazw roślin obcego pochodzenia” pod redakcją Ludmiły Karpowiczowej z 1973 roku, „Słownik polsko-łacińsko-francuski roślin i zwierząt” pod redakcją Rajmunda Leperta i Ewy Turyn z 2005 roku oraz „Słownik roślin zielnych łacińsko-polski” Wiesława Gawrysia z 2008 roku, rodzaj nie został ujęty.

## Zastosowanie użytkowe
Rośliny leczniczePhrynium parvum stosowane jest w medycynie tradycyjnej Malezji przy nadmiernym oddawaniu moczu u dzieci. W Chinach gatunek ten często stosowany jest w leczeniu przeziębienia, wysokiej gorączki, czerwonki, krwawych wymiotów, krwotoku i dysurii. W medycynie tradycyjnej ludu Lahu zamieszkującego powiat Lancang prefektury Pu’er w Chinach na bóle żołądka oraz wrzody żołądka stosowany jest lek sporządzany z suszonych na słońcu, zmielonych i zalanych wrzącą wodą roślin z gatunków Phrynium parvum, korkowiec amurski, oman wielki i czworolist wielolistny. Sok z nieznanego gatunku Phrynium stosowany jest w Sepiku Wschodnim na świerzb.
W liściach Phrynium pubinerve obecny jest kwas syryngowy. Badania na myszach ekstraktu etanolowego z liści  tej rośliny wykazały jego działanie łagodzące na stan zapalny wywołany reakcją alergiczną.
W Bangladeszu pasta przygotowana z liści P. imbricatum, Blumea clarkei i niezidentyfikowanego gatunku (lokalnie zwanego khedom gas) jest nakładana w celu leczenia złamań. Liście tej rośliny mają działanie przeciwartretyczne, stabilizujące błony komórkowe i przeciwrobacze.
Badania na myszach wykazały, że etanolowy ekstrakt z liści P. imbricatum ma istotne, zależne od dawki działanie przeciwbólowe.
Rośliny magicznePhrynium pubinerve wykorzystywana jest ceremonialnie i rytualnie. Liście tej rośliny wykorzystywane są w praktykach religijnych.
Inne zastosowaniaNa Jawie Phrynium ovatum i P. pubinerve uprawia się dla liści, które wykorzystuje się do pakowania pożywienia. Podobnie liście P. pubinerve wykorzystuje się w północno-wschodnich Indiach.
Zarówno olejki eteryczne obecne w liściach P. pubinerve, jak i ekstrakty etanolowe z tej rośliny, wykazywały działanie przeciwutleniające. Olejki eteryczne wykazały znaczną aktywność przeciwdrobnoustrojową wobec bakterii chorobotwórczych i organizmów powodujących proces gnilny.